# Uue-Saaluse
Uue-Saaluse – wieś w Estonii, w prowincji Võru, w gminie Haanja.